# Detlef Lehnert
Pour les articles homonymes, voir Lehnert.
Detlef Lehnert (né en 1955 à Hambourg) est un politologue allemand.

## Biographie
De 1974 à 1978, Lehnert étudie les sciences politiques, l'histoire et la philosophie. Pendant et après son doctorat en 1981, il travaille de 1979 à 1987 en tant que chercheur et assistant universitaire pour les fondements historiques de la politique à l'Université libre de Berlin de 1979 à 1987. Après avoir obtenu son habilitation en sciences politiques et en histoire moderne en 1988/1989, il est titulaire de la bourse Heisenberg (de) et chef de projet à la DFG pendant et après des séjours à l'étranger de 1989 à 1999. Il est professeur de sciences politiques à l'Université libre de Berlin depuis 2001. Depuis 2009, il est également président de la Fondation Paul-Löbe pour la démocratie de Weimar. Il est membre de la commission historique du SPD (de).

## Publications (sélection)
- (avec Peter Brandt (de)): Eine kurze Geschichte der deutschen Sozialdemokratie. Dietz, Bonn 2023,  (ISBN 978-3-8012-0646-8).
- Friedrich Stampfer 1874–1957. Sozialdemokratischer Publizist und Politiker: Kaiserreich – Weimar – Exil – Bundesrepublik (= Historische Demokratieforschung, Vol. 20). Metropol, Berlin 2022,  (ISBN 978-3-86331-623-5).
- (avec Volker Stalmann): Johannes Stelling 1877–1933. Sozialdemokrat in Opposition und Regierung: Hamburg – Lübeck – Schwerin – Berlin (= Historische Demokratieforschung, Vol. 19). Metropol, Berlin 2021,  (ISBN 978-3-86331-567-2).
- (dir.): Friedrich Engels und die Sozialdemokratie. Werke und Wirkungen eines Europäers. Metropol, Berlin 2020,  (ISBN 978-3-86331-554-2).
- (dir.): Soziale Demokratie und Kapitalismus. Die Weimarer Republik im Vergleich. Metropol, Berlin 2019,  (ISBN 978-3-86331-489-7).
- (dir.): Verfassungsdenker. Deutschland und Österreich 1870–1970. Metropol, Berlin 2017,  (ISBN 978-3-86331-350-0).
- Das pluralistische Staatsdenken von Hugo Preuß. Nomos, Baden-Baden 2012,  (ISBN 978-3-8329-4351-6).
- Die Weimarer Republik. Reclam, Stuttgart 2009 (2. Auflage),  (ISBN 978-3-15-018646-6).
- Die „Erfolgsspirale“ der Ungleichzeitigkeit. Bewertungsmuster der NSDAP-Wahlergebnisse in der Berliner und Wiener Tagespresse. Westdeutscher Verlag, Opladen/Wiesbaden 1998,  (ISBN 978-3-531-13275-4).
- avec Klaus Megerle (dir.): Politische Teilkulturen zwischen Integration und Polarisierung. Zur politischen Kultur in der Weimarer Republik. Westdeutscher Verlag, Opladen 1990,  (ISBN 978-3-322-94187-9).
- Verfassungsdemokratie als Bürgergenossenschaft. Politisches Denken, öffentliches Recht und Geschichtsdeutungen bei Hugo Preuß. Beiträge zur demokratischen Institutionenlehre in Deutschland. Nomos, Baden-Baden 1998,  (ISBN 978-3-7890-5405-1).
- Sozialdemokratie zwischen Protestbewegung und Regierungspartei 1848 bis 1983. Suhrkamp, Francfort-sur-le-Main 1983,  (ISBN 978-3-518-11248-9).
- Reform und Revolution in den Strategiediskussionen der klassischen Sozialdemokratie. Verlag Neue Gesellschaft, Bonn 1977,  (ISBN 3-87831-252-0).